# D.N.A創造世界巡迴演唱會
D.N.A創造世界巡迴演唱會是臺灣樂團五月天的第七次大型演唱會，亦是他們第三次舉行的世界巡迴演唱會。此次巡迴演唱會自2009年5月20日於三場香港香港體育館首站揭開序幕。2010年7月24日於台中舉行「變形DNA·無限放大版」最終站，並拍攝成3D演唱會電影《五月天追夢3DNA》，2011年9月16日在台上映。

## 背景
2009年3月19日，五月天正式宣布全新巡迴「D.N.A創造世界巡迴演唱會」於5月20日至22日從香港起跑。在演唱會當日，演唱兩首新歌，分別為巡迴主題曲〈DNA〉以及百事可樂蓋世群音亞洲區活動代言曲〈放肆〉。
2009年6月17日，於2009年9月24日至27日舉行的「D.N.A創造演唱會」台北旗艦場開始售票，造成年代售票、ibon等售票系統大當機，最後加至四場，超越前次「離開地球表面」的三場。為台灣第一場EXPO Concert。
2009年9月24、25日，兩場演唱會舉行時間超過夜間11點，2009年9月26、27日兩場演唱會皆超過凌晨12點，礙於小巨蛋的場地規定，相信音樂於9月26日的23:59分、9月27日的23:55分斷電，為媒體大篇幅報導。於9月24日在台北演唱會結束時公布的「創造55555人：DNA無限放大版」，2009年12月5日於高雄國家體育場圓滿結束，五月天所帶來的盛大人潮亦為高雄當地帶來不少商機。
2010演唱會主題以延續2009年「創造D.N.A」為主，到曾經造訪過的國家舉行以「變形D.N.A」為主題的演唱會。第44場最終場在台灣台中舉行，演唱會拍攝為3D電影《五月天追夢3DNA》，電影主題曲〈OAOA〉亦在該場次搶先曝光。追求完美的五月天，破天荒於演唱會結束後重唱〈DNA〉和〈離開地球表面〉與Magic Power〈Get Out〉組曲，最後以著名動畫《我們這一家》的片頭曲〈期待再相逢〉為這兩年的大型巡迴畫下完美句點。

## 演唱會資訊
- 製作成本：6000萬
- 開場電影：580萬
- 專屬STROVES閃光燈7盞200萬
- EV專利喇叭96顆
- 直徑20公尺超大細胞核球體
- LED彩幕900片
- 組裝二手車8輛
- 日本燈光師及音響設計師6人
- 技師、樂手、合音12人 [1]

## 曲序
以下列表僅以2009年9月24日台灣台北場表演的曲目為代表，具體曲目在其他各場次可能出現變化。
1. 軋車
2. 爆肝
3. 賭神
4. 愛情萬歲
5. Hosee
6. 你不是真正的快樂
7. 生存以上生活以下
8. 瘋狂世界+候鳥
9. 一顆蘋果
10. 我心中尚未崩壞的地方
11. 知足
12. 人生海海
13. 春天的吶喊
14. 叫我第一名
15. 雌雄同體
16. 離開地球表面
17. DNA
18. 笑忘歌
19. 如煙
20. 孫悟空
21. 約翰藍儂
22. 我
23. 最重要的小事
24. 天使
25. 起來
26. 戀愛ING
27. 放肆
28. 突然好想妳
29. 溫柔(還你自由版)

安可曲
1. 九號球 (怪獸solo)
2. 擁抱
3. 彩虹
4. 志明與春嬌
5. 愛情的模樣
6. 憨人

## 巡演場次
| 場次  | 日期           | 城市         | 國家/地區 | 場地                                    | 表演嘉賓   | 附註 |
| ----- | -------------- | ------------ | --------- | --------------------------------------- | ---------- | --- |
| 1     | 2009年5月20日  | 香港         | 香港      | 香港體育館                              | 不適用     | |
| 2     | 2009年5月21日  |              |           | 香港體育館                              | 不適用     | |
| 3     | 2009年5月22日  |              |           | 香港體育館                              | 不適用     | |
| 4     | 2009年5月28日  | 墨爾本       | 澳洲      | Hisense Arena                           | 不適用     | |
| 5     | 2009年5月29日  | 雪梨         | 澳洲      | 雪梨娛樂中心                            | 不適用     | |
| 6     | 2009年7月3日   | 上海         | 中國大陸  | 虹口足球場                              | 不適用     | |
| 7     | 2009年7月4日   | 上海         | 中國大陸  | 虹口足球場                              | 不適用     | |
| 8     | 2009年7月11日  | 北京         | 中國大陸  | 首都體育館                              | 不適用     | |
| 9     | 2009年8月1日   | 哈爾濱       | 中國大陸  | 哈爾濱會展中心體育館                    | 不適用     | |
| 10    | 2009年8月21日  | 杭州         | 中國大陸  | 黃龍體育場                              | 不適用     | |
| 11    | 2009年8月28日  | 新加坡       | 新加坡    | 新加坡室內體育館                        | 不適用     | |
| 12    | 2009年8月29日  |              |           | 新加坡室內體育館                        | 不適用     | |
| 13    | 2009年9月24日  | 台北市       | 臺灣      | 臺北小巨蛋                              | 不適用     | 星期四，二度加場。 |
| 14    | 2009年9月25日  | 台北市       | 臺灣      | 臺北小巨蛋                              | 不適用     | 星期五，一度加場。 |
| 15    | 2009年9月26日  | 台北市       | 臺灣      | 臺北小巨蛋                              | 不適用     | |
| 16    | 2009年9月27日  | 台北市       | 臺灣      | 臺北小巨蛋                              | 不適用     | |
| 17    | 2009年10月6日  | 南京         | 中國大陸  | 南京奧林匹克體育中心                    | 不適用     | |
| 18    | 2009年10月17日 | 佛山         | 中國大陸  | 嶺南明珠體育館                          | 不適用     | |
| 19    | 2009年10月31日 | 重慶         | 中國大陸  | 大田灣體育場                            | 不適用     | |
| 20    | 2009年11月3日  | 東京         | 日本      | Zepp Tokyo                              | 不適用     | |
| 21    | 2009年11月21日 | 廣州         | 中國大陸  | 廣州體育館                              | 不適用     | |
| 22    | 2009年12月5日  | 高雄市       | 臺灣      | 國家體育場                              | 不適用     | [ 創造55555人 ] 五月天DNA創造EXPO演唱會，創全台灣人數最多演唱會紀錄                                                           |
| 23    | 2009年12月12日 | 鄭州         | 中國大陸  | 鄭州國際會展中心                        | 不適用     | |
| 24    | 2009年12月26日 | 長沙         | 中國大陸  | 國際會展中心                            | 不適用     | |
| 25 26 | 2010年4月4日   | 康乃狄克     | 美國      | 金神大賭場體育館                        | 不適用     | 單日兩場（上下午兩點） |
| 27    | 2010年4月10日  | 洛杉磯       | 美國      | Universal City Walk                     | 不適用     | |
| 28    | 2010年4月11日  | 聖荷西       | 美國      | San Jose State University Event Center  | 不適用     | |
| 29    | 2010年4月17日  | 新加坡       | 新加坡    | 新加坡國家體育場                        | 不適用     | 變形D.N.A無限放大版、創下華人樂團中首次登上國家體育場表演之紀錄（繼張惠妹1999年的妹力99後，第二組在國家體育場開唱的華人歌手） |
| 30    | 2010年4月24日  | 廈門         | 中國大陸  | 廈門市體育中心體育館                    | 不適用     | |
| 31    | 2010年5月2日   | 北京         | 中國大陸  | 北京工人體育場                          | 不適用     | 變形D.N.A無限放大版 |
| 32    | 2010年5月10日  | 奧克蘭       | 紐西蘭    | TelstraClear Pacific Events Centre      | 不適用     | |
| 33    | 2010年5月12日  | 布里斯本     | 澳洲      | Brisbane Convention & Exhibition Centre | 不適用     | |
| 34    | 2010年5月14日  | 墨爾本       | 澳洲      | Hisense Arena                           | 不適用     | |
| 35    | 2010年5月16日  | 悉尼         | 澳洲      | 雪梨娛樂中心                            | 不適用     | |
| 36    | 2010年5月22日  | 武漢         | 中國大陸  | 漢口文化體育中心                        | MP魔幻力量 | |
| 37    | 2010年5月28日  | 香港         | 香港      | 香港體育館                              | 不適用     | |
| 38    | 2010年5月29日  |              |           | 香港體育館                              | 不適用     | |
| 39    | 2010年5月30日  |              |           | 香港體育館                              | 不適用     | |
| 40    | 2010年5月31日  | 31日一度加開 |           | 香港體育館                              | 不適用     | |
| 41    | 2010年6月5日   | 吉隆坡       | 馬來西亞  | 武吉賈利勒布特拉室內體育館              | 丁噹       | |
| 42    | 2010年6月26日  | 西安         | 中國大陸  | 陝西省體育場                            | 不適用     | |
| 43    | 2010年7月10日  | 南京         | 中國大陸  | 南京五台山體育中心体育场                | 不適用     | |
| 44    | 2010年7月24日  | 台中市       | 臺灣      | 市立體育場                              | MP魔幻力量 | 變形DNA [ 無限放大版 ] 最終站，並拍攝成3D演唱會電影《五月天追夢3DNA》，2011年9月16日在台上映                                  |

## 相關影音
| 發行日期      | 名稱                                      | 類型           |
| ------------- | ----------------------------------------- | -------------- |
| 2009年12月4日 | 創造 小巨蛋演唱會創紀錄音                 | 演唱會原聲音樂 |
| 2010年3月26日 | DNA 五月天「創造」演唱會影音全紀錄 平裝版 | 演唱會影像紀錄 |